# Marcello Durazzo (cardeal)
Marcello Durazzo (Gênova, 6 de março de 1633 - Faenza, 27 de abril de 1710) foi um cardeal do século XVII

## Biografia
Nasceu em Gênova em 6 de março de 1633. Filho de Cesare I Durazzo, doge da República de Gênova, e Giovanna Cervetto. Sobrinho do cardeal Stefano Durazzo (1633).
Frequentou a Universidade de Perugia, onde obteve um doutorado in utroque iure , tanto em direito canônico quanto em direito civil.
Participantium apostólico protonotário , 31 de janeiro de 1660. Governador de Rimini, do início de 1662 a 1663. Governador de Fano, 1663. Vice-legado em Bolonha, 1664-1666. Governador de Ancona, 30 de setembro de 1666 a 1668. Governador da província de Campagna e Marittima, 18 de abril a novembro de 1668. Governador de Viterbo, 14 de dezembro de 1668. Governador de Perugia, 18 de julho de 1670 a 4 de maio de 1671. Referendário dos Tribunais da Assinatura Apostólica da Justiça e da Graça.
Eleito arcebispo titular da Calcedônia em 4 de maio de 1671. Núncio em Savoy de 17 de junho de 1671 a 1672. Assistente do Trono Pontifício em 28 de junho de 1671. Visitador apostólico e governador de Loreto em 1672. Vice-legado em Avignon em 19 de agosto , 1672. Núncio em Portugal, 12 de abril de 1673. Núncio na Espanha, 5 de maio de 1685.
Criado cardeal sacerdote no consistório de 2 de setembro de 1686. Abade commendatario de Malignano, Cremona, 1686. Transferido para a sé de Carpentras, Conde Venaissin , com título pessoal de arcebispo, em 10 de novembro de 1687. Não participou do conclave de 1689, que elegeu o Papa Alexandre VIII. Recebeu o gorro vermelho e o título de S. Prisca, em 14 de novembro de 1689. Transferido para a sé de Ferrara, com título pessoal de arcebispo, em 27 de novembro de 1690. Participou do conclave de 1691, que elegeu o Papa Inocêncio XII. Transferido para a sé de Spoleto, com o título pessoal de arcebispo, em 27 de agosto de 1691. Legado em Bolonha, em 28 de setembro de 1693. Renunciou ao governo da diocese, em 7 de fevereiro de 1695. Transferido para a sé de Faenza, com o título pessoal de arcebispo , 11 de novembro de 1697. Participou do conclave de 1700, que elegeu o Papa Clemente XI. Optou pelo título de S. Pietro in Vincoli, em 21 de fevereiro de 1701. Legado em Romandiola, em 6 de junho de 1701 a 1706.
Morreu em Faenza em 27 de abril de 1710, às 17 horas, no palácio episcopal de Faenza. Exposto e enterrado na catedral de Faenza.